# Русские в Аргентине
Русские в Аргентине — крупнейшая русская диаспора в Южной Америке, по неофициальным данным количеством 300 000 человек. Порядка 100 000 из них владеют в той или иной степени русским языком. Диаспора довольно разобщённая, за исключением монархической группы, у которой есть своя церковь, школы, дом престарелых и единственная русскоязычная газета «Наша страна». В Патагонии также существует община старообрядцев.
Говорят о пяти волнах эмиграции из России, из которых три последних были русскими.

## История

### Первая волна
Первыми выходцами из России, переселившимися в Аргентину, были поволжские немцы, которые после введения в России всеобщей воинской повинности в 1874 году, начали эмигрировать в Аргентину. Так уже к 1910 году в стране проживало 45 000 немцев. Численность их потомков в настоящее время оценивается в 2 млн.чел. В 80-е годы в Аргентине осело много славян — болгар, сербов, черногорцев, многие из которых искали в католической стране покровительства православной России, установившей в 1885 году с Аргентиной дипломатические отношения.

### Вторая волна
Приблизительно с 1890 года началась волна эмиграции евреев из России, приведшая к тому, что к 1910 году еврейское население из России составило 100 000 человек. В 1891 году в Лондоне было основано бароном Хиршом Общество для помощи еврейской колонизации.

### Третья волна

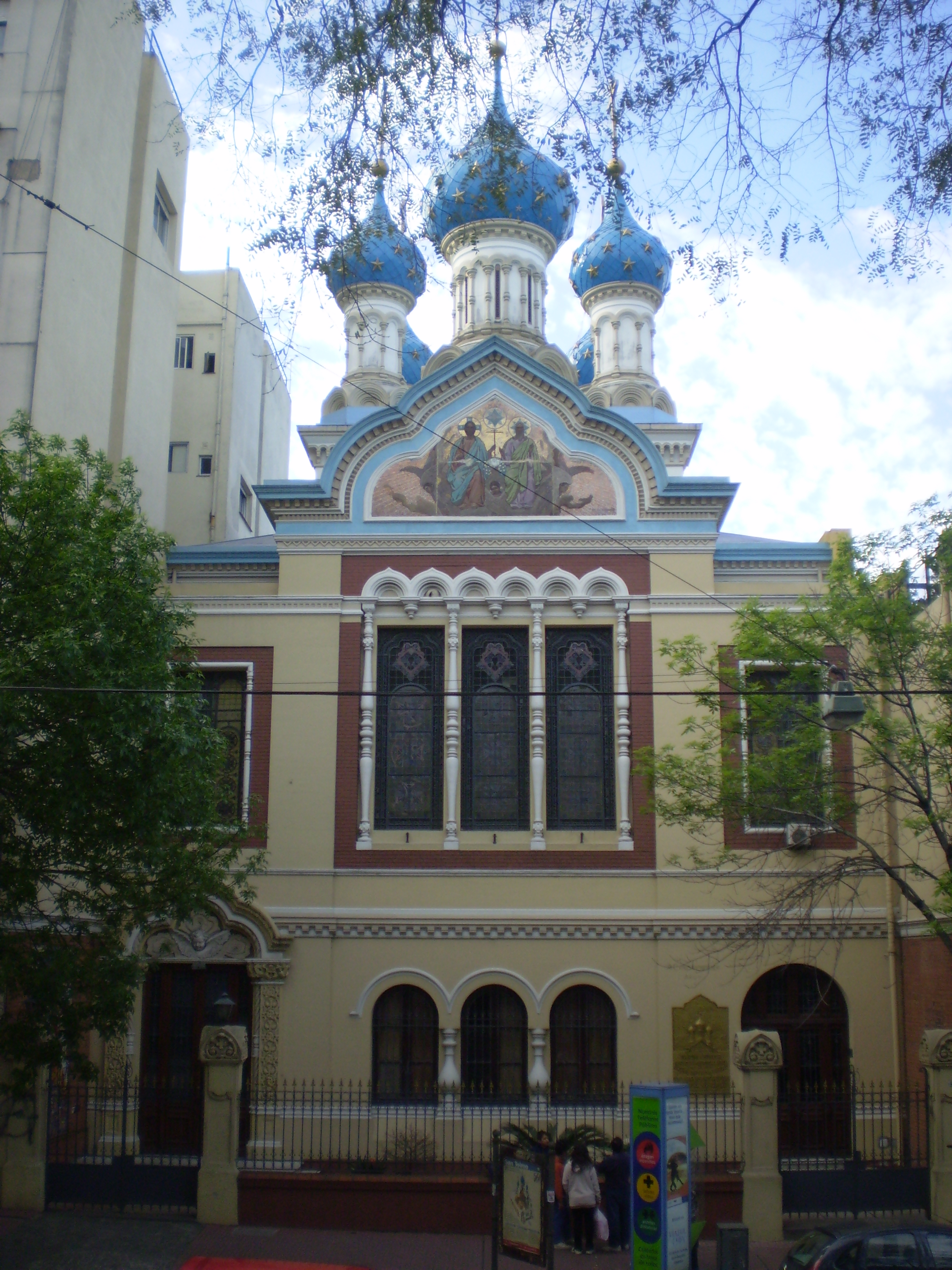
Свято-Троицкий собор (Буэнос-Айрес))

Следуя зову вербовщиков из России, в Аргентину начали приезжать сезонные работники, главным образом крестьяне из западных губерний России. Одним из видных русских представителей этого периода был чрезвычайный посол в Аргентинской республике Александр Семёнович Ионин, служивший посланником в Бразилии, а до этого бывший министром-резидентом Черногории. Проехав вдоль восточного побережья Латинской Америки, он опубликовал труд «По Южной Америке». Благодаря его усилиям в Аргентине укоренилось православие. 14 июня 1888 года в Буэнос-Айресе открылась первая православная церковь в Южной Америке, занимавшая всего лишь пару тесных комнат. Настоящий храм, ставший впоследствии местом взаимопомощи, был открыт 23 сентября 1901 году на виа Бразилиа при содействии настоятеля Константина Гавриловича Изразцова (1865—1953) и носит имя Свято-Троицкий Собор. Храм построен в стиле московских церквей XVII века по проекту академика М. Т. Преображенского, а руководил работами аргентинский архитектор Александр Кристоферсон (исп. Alejandro Christopherson).
После событий 1905 года эмиграция из России в страны Латинской Америки выросла в три раза, по сравнению с предыдущим двадцатилетием, причём в её составе были не только евреи и русские, но украинцы и представители других народов. Общее количество человек составило 120 000 и занимало третье место после испанцев и итальянцев.

### Четвёртая волна

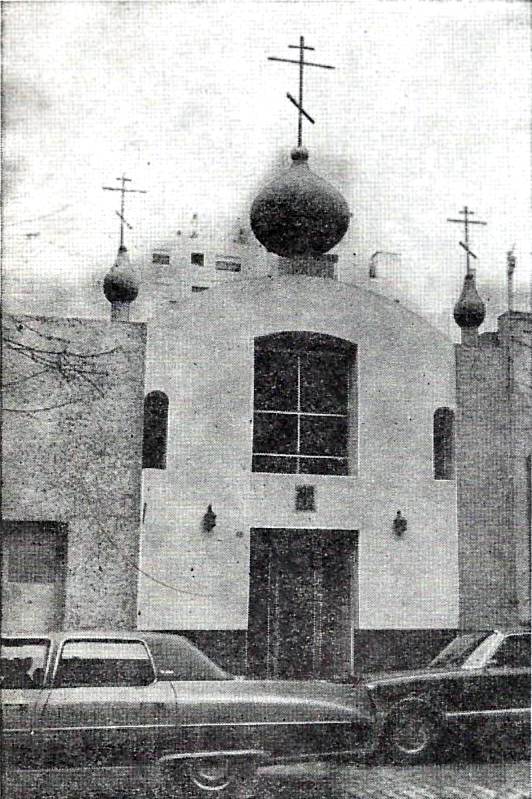
Благовещенский собор. 1972 год

В результате Гражданской войны в России начался поток белой эмиграции, идущий волнами через Крым, Стамбул, а затем из балканских стран и Западной Европы. Начиная с 1926 года отец Константин стал протопресвитером и администратором всех русских церквей, находящихся в сопредельных Аргентине государствах. Он помог открыться 16 церквям в Южной Америке, а в самом Буэнос-Айресе появился собор в северной части города и в районе Кильменес, зоне проживания казаков.
После 1917 года центром политической жизни выходцев из России в Буэнос-Айресе стал Свято-Троицкий Собор. Его настоятель, о. Константин (Изразцов), создал «Общество взаимопомощи» для русских эмигрантов, принимал активное участие во всех культурно-просветительских и политических акциях белой эмиграции. Всего в 1930-е годы Буэнос-Айресе проживало около 500 русских белоэмигрантов.
Вторая мировая война, хотя и разделила мнения русских, живущих в Латинской Америке, большая часть из них испытывала просоветские настроения, а после восстановления Сталиным института патриаршества в СССР симпатии выросли (удалось даже открыть церковь Московской патриархии в Буэнос-Айресе).
После войны произошёл новый исход белоэмигрантов из Европы. Многие из них попали в Аргентину благодаря содействию отца Константина (Изразцова), который поставил перед собой задачу спасти  от ГУЛАГа как можно больше своих соотечественников. В 1948 году по его просьбе президент Хуан Перон издал закон о приёме 10 000 русских. Среди них многие являлись бывшими узниками фашистских концлагерей, а также членами Русской освободительной армии и белоэмигрантами из Югославии, бывшими участниками Добровольческой армии, опасавшихся репрессий после прихода советских войск. Тогда в Аргентину прибыло от 5000 до 7000 человек (украинцы, русские, белорусы и прочие).
Среди них было 10 священнослужителей Русской Православной Церкви. Также прибыло несколько сотен военных. В Аргентине жили и скончались 8 генералов, несколько десятков полковников, около двадцати пажей Его Императорского Величества, около сорока Георгиевских Кавалеров и более двадцати офицеров Русского Императорского Флота. Также прибыло около 250 кадет Императорских и Зарубежных Кадетских Корпусов.
В 1969 году в Буэнос-Айрес из Чили прибыл архиепископ Леонтий (Василий Константинович Филиппович), задачей которого было преодолеть раскол между монархически и советски настроенными прихожанами. Он скоропостижно скончался в 1971 году, и раскол удалось преодолеть только в 90-х годах.

### Пятая волна
Следующая волна эмиграции совпала с Перестройкой, приезжавшие русские ехали в основном на заработки и в поиске постоянного места жительства.
С 2022 года наблюдается поток эмигрантов, уезжающих от войны с Украиной, а также волна "родильного туризма".

## Старообрядцы
Колония находится в Чоэле-Чоэле. В среднем в каждой семье 8 детей, но встречаются семьи с 10—15 детьми, чему способствует общинный уклад их жизни

## Русская католическая миссия в Аргентине
Русская католическая миссия в Аргентине, юрисдикционно подчиненная Ординариату восточного обряда, объединяет верующих Российской грекокатолической церкви, наследников русской миссии, проводимой иезуитами В настоящее время насчитывает около 2000 человек с одним приходом.
Исторически она включала в себя Общество «Русское Христианское Возрождение» в Буэнос-Айресе, издательство и одноименную газету «За правду!», типографию «Salguero», Институт Русской культуры в Буэнос-Айресе, Приход Петра и Павла, Преображенскую церковь в Лос Кардалес и Итернат св. апостола Андрея Первозванного. Миссия относилась к так называемому Русскому апостолату. Руководителем миссии был Филипп де Фежис, кроме него, в миссии трудились русские священники Георгий Коваленко, Александр Кулик, Николай Алексеев, Всеволод Рошко и миряне М. В. Розанов и А. Ставровский.

## Казаки
Крупнейшая существующая колония казаков находится в пригороде Буэнос-Айреса — Шварцбальде — и основана на двух казачьих поселениях. Прибывали казаки двумя большими потоками в начале и конце 1920 года через Новороссийск и Крым. Среди них был председатель Донского круга, депутат Думы всех созывов — Василий Акимович Харламов (1875—1957). Были и писатели, которые печатали свои произведения в сборнике «Южный крест» и газете «Наша страна», существовал Ансамбль русской песни, казаки работали и как фермеры. Большое влияние имел Николай Николаевич Краснов (1918—1959), служивший на стороне Германии, сидевший в советских лагерях и умерший на сцене театра Буэнос-Айреса. В Аргентине он был избран атаманом.

## Организации поддержки
В Аргентине действует около 20 организаций, учреждений и обществ, ориентированных на русскоязычных жителей страны, а также на всех интересующихся русской культурой и русским языком.
Большинство из этих институтов располагается в Буэнос-Айресе. Здесь находятся Федерация обществ бывших граждан СССР, Клуб соотечественников в Аргентине FICIBRU, Движение дружбы и солидарности с ветеранами, героями Второй мировой войны и Фондом российских инвалидов войны, а также несколько культурно-спортивных обществ. При российском посольстве c 1979 года работает Дом России, одно из 96 зарубежных представительств Россотрудничества, деятельность которого сосредоточена на гуманитарном сотрудничестве между странами, проведении всевозможных культурных мероприятий, обучении русскому языку всех желающих. В столице работает Аргентино-российский институт культуры, а при Университете Буэнос-Айреса действует Русский центр.
Среди других культурных центров русской диаспоры — город Мар-дель-Плата, а также Неукен, крупнейший город аргентинской Патагонии.